# Sutte Hakkun
Sutte Hakkun (すってはっくん?) è un videogioco rompicapo per Super Famicom pubblicato nel 1999 da Nintendo per Super Nintendo Entertainment System. Il videogioco era stato distribuito, esclusivamente per il mercato giapponese, inizialmente tramite Satellaview nel 1997 e successivamente reso scaricabile su cartucce Nintendo Power. Quest'ultima versione è stata pubblicata negli anni 2010 per Wii e Wii U tramite Virtual Console.

## Modalità di gioco
Nonostante le versioni distribuite differiscano per alcuni dettagli, inclusi i livelli di gioco, il gameplay rimane identico.
In Sutte Hakkun il protagonista deve raccogliere alcuni cristalli arcobaleno attraversando scenari da platform. Per raggiungere il suo obiettivo l'uccellino può utilizzare alcuni blocchi il cui comportamento varia se viene versato sopra un nettare colorato che l'animale può raccogliere con il suo becco all'interno del quadro.